# Musica del Delphin
Musica del Delphin is een muziekalbum van de gitarist Pablo Márquez. Musica del Delphin is oorspronkelijk een bundeling van muziek voor de vihuela gecomponeerd door Luis de Narváez voor 1538. Het bestaat uit een zestal boeken met melodieën en fantasieën voor de versie Vihuela de mano (tokkelvariant). Het is uitgegeven in Valladolid in 1538 als Los seys libros del Delphin de musica de cifra para tañer vihuela. Narváez past hier als een van de eersten de muziekstijl varitie toe. Aangezien de vihuela nauwelijks meer bespeeld wordt, speelt Márquez de werken op gitaar, naast de luit het meest verwante instrument.

## Musici
- Pablo Márquez – gitaar

## Composities
1. Primer tono por ge sol re uit (libre I,1)
2. Cancion del Emparador (Mille Regretz de Josquin) (libre III,6)
3. Dantasia del quinto tono (libre II,3)
4. Segundo tono (libre I,2)
5. Direncias sobre Conde Claros (libro VI,1)
6. Tercero tono (libro I,3)
7. Fantasia del primer tono (libro II,6)
8. Baxa de contrapunto (libro VI,4)
9. Quarto tono (libro I,4)
10. Diferencias sobre el himno O Glorioso Domina (libro IV,1)
11. Quinto tono de consonancia (libro I,5)
12. Je veuix laysser melancolie de Richafort (libro III,9)
13. Sesto tono sobre fa ut mi re (libro I,6)
14. Sanctus y Hosanna (Missa Faisant Regretz de Josquin) (libro I,7)
15. Septimo tono sobre ut re me fa mi (libro I,7)
16. Fantasia del quarto tono (libre II,2)
17. Octavo tono (libro I,8)